# Kobiljača (Ilidža, BiH)
Kobiljača je naselje u općini Ilidža, Federacija BiH, BiH.

## Stanovništvo
Nacionalni sastav stanovništva 1991. godine, bio je sljedeći:
ukupno: 375
- Hrvati - 148
- Bošnjaci - 96
- Srbi - 86
- Jugoslaveni - 35
- ostali, neopredijeljeni i nepoznato - 10